# Vihdassaaret
Vihdassaaret är en ö i Finland. Den ligger i Rautunselkä (västra delen av (Vanajavesi) och i kommunen Valkeakoski i den ekonomiska regionen  Södra Birkaland och landskapet Birkaland, i den södra delen av landet, 120 km norr om huvudstaden Helsingfors. Öns area är 4,4 hektar och dess största längd är 340 meter i sydväst-nordöstlig riktning.